# التواصل بين جسدين
التواصل بين جسدين هو وسيلة للتواصل مع الآخرين من خلال استخدام الاتصال غير اللفظي، أو دون استخدام الكلام أو اللفظ. يمكن أن تشمل لغة الجسد وتعبيرات الوجه وغيرها من الإيماءات الجسدية للتواصل مع الآخرين دون الحاجة إلى التواصل اللفظي. فالتواصل بين الجسد والجسد أنشأ كتعبير عن لغة الجسد، واللغة غير اللفظية، والإيماءات، والحركات وتحديد المواقع في البيئة المحيطة وعموما للناس ككل.
يمثل هذا الشكل من الاتصال ما يقرب من ستين في المئة من المحادثة البشرية، ويمكن التعبير عنه في أشكال عديدة ومختلفة. يمكن استخدام التواصل بين الجسد والجسد الآخر بالتعاون مع، وكذلك في استبدال التواصل اللفظي للتأكيد على النقطة المراد تأكديتها أو توضيحها. غالبًا ما يتم استبدال التواصل اللفظي بالتواصل غير اللفظي وذلك عندما لا يسمح التواصل اللفظي بنقل الرسالة أو عندما يتعذر الاتصال بشكل لفظي. وهذا يشمل حالات ك المسافات الطويلة بين الشخصين أو عندما يكون هناك يقطع هذا التواصل الشفهي مثل الضوضاء أو وجود تشتيت في المكان فيكون التواصل المعنوي أبلغ وأنفع. يمكن أيضًا استخدام التواصل غير اللفظي للتعبير عن رسالة سريعة قد تحتاج لوقتٍ لشرح مطلبها إذا تم التعبير عنها شفهيًا.
يشمل التواصل البشري على كل من الاتصال اللفظي وغير اللفظي والتفاعل والتكامل فيما بينهما. يساهم التواصل اللفظي في التواصل البشري بطرق متنوعة وهو جانب مهم من التفاعلات الاجتماعية بين البشر. ومن المعروف أن الاستجابات غير اللفظية تكون فورية وصادقة. استنادا إلى الدراسات، فإن حركات الجسم هي السلوك السائد الذي يحدد التواصل غير اللفظي.

## التواصل غير اللفظي
الإشارات غير اللفظية لا تقل أهمية عن الإشارات اللفظية. فعلى الرغم من أن المرء لا يتحدث، إلا أنه يمكنه الاستمرار في التواصل من خلال التعبيرات الجسدية. من نبرة الصوت، إلى طريقه تحريك وتقاطع الاذرع وغيرها من الايماءات التي تؤدي بنهاية مسيرتها إلى نقل والتوضيح مضمون الرسالة المرادة. فالتواصل اللفظي يعبر عن الأفكار ولكن التواصل غير اللفظي يعبر عن المشاعر الداخلية والأفكار بشكل أكثر واقعية. حيث تعطي لغة الجسد تلميحات مهمة للغاية لمشاعر الناس وأفكارهم في لحظة اتخاذ ويمكن تعريفه على انه تواصل شكلي واقعي معبر القرار.
ليست الإيماءة فقط مجرد وسيلة تواصل، ولكنها جزء لا يتجزأ من الكائنات البشرية. يتم التصديق على ذلك من خلال ملاحظات أولئك المكفوفين منذ الولادة، الذين كون ايماءاتهم بطريقة مشابهة للأشخاص طبيعين يرون غير عميان، حتى لو كان الشخص الآخر أعمى أيضا.
يتم التحكم في مفاتيح اللغة غير الشفهية وتفعيلها من قبل الجهاز الحوفي في الدماغ هذا هو الجزء من الدماغ الذي يتفاعل على الفور، تلقائيا وفي الوقت الحقيقي. لأن هو الجزء من الدماغ المسؤول عن البقاء على قيد الحياة، فإنه لا يهدأ أبدا ويبقى متفعل ونشط على الدوام. فهو مركز التحكم في العواطف التي يتم فيها إطلاق الإشارات على أجزاء أخرى من الدماغ، والتي تجمع مجموعات من السلوكيات التي يمكن ملاحظتها وفك تشفيرها كما تظهر في اللغة غير الشفهية. تحدث هذه التفاعلات دون تفكير ونتيجة لذلك، يعتقد أن ردود الفعل هذه حقيقية حقاً. ولأن الاستجابات الحوفية للبقاء متداخلة في الجهاز العصبي المستقل، فلذلك من الصعب للغاية إخفاؤها.

## الأشخاص ذوي الاحتياجات الخاصة
التواصل غير اللفظي يعطي الناس الذين يفتقرون إلى القدرة على التواصل شفهيًا القدرة على التعبير عن الأشياء التي لا يمكن التعبير عنها لفظيًا بطريقة أخرى، مما يجعل من السهل تحديد وفهم اضطرابهم. غالبًا ما يعاني الأشخاص المصابون بالتوحد من صعوبة في الاتصال اللفظي وغير اللفظي؛ حيث يواجهون صعوبة في قراءة الإشارات الاجتماعية وكثيراً ما لا يستجيبون للرسائل الجسدية ولبيئتهم. ويعطي الاكتئاب الشديد عنهم رسائل تعبر عن حالة اضطرابهم مثل فقدان الطاقة، واضطرابات النوم، وصعوبة التركيز، وعدم وجود دافع عنهم للدلالة على وضعهم العقلي.

## لغة الجسد والرياضة
يستخدم التواصل بلغة الجسد بين اللاعبين في الألعاب الرياضية وغيرهامن الألعاب التعاونية عن طريق إنشاء قواعد حول كيفية استخدام الجسم أثناء اللعبة وتنظيم الإجراءات الجسدية فيما يتعلق بهذه القواعد. يمكن استخدام التواصل الجسدي للتعبير عن المشاعر والرفاهية البدنية وكذلك من قبل الأشخاص في الفريق نفسه  يستخدم الرياضيون التواصل الجسدي مع خصومهم وجمهورهم لتوصيل رسالة الثقة الجسدية والعقلية.

## الإعدادات الاحترافية
تحتوي معظم أماكن العمل على قواعد مكتوبة أو مفهومة حول ماهية التواصل عبر الاجساد وما هو غير مناسب. فيتم استخدام الاتصال غير اللفظي في البيئة المهنية عن طريق إضافة التأكيد على ما يقال شفهيا أو عن طريق استبدال التواصل اللفظي عندما لا يكون من الممكن إبداء أي شيء شفهي.
التواصل البصري في مكان ما كالعمل، مثل العظة الجسدية وتعبيرات الوجه، وقرنها بالتواصل اللفظي يمكن أن يخلق موقفًا من التوكيد وتحسين السلوك المهني. فلدى البشر طرق عديدة للتعبير بصورة غير لفظية. على سبيل المثال، الوقفة، والملابس، والماكياج، والألوان. فوضع المستشارون هذا الأمر في الاعتبار عند تحويل مظهر العميل، بغرض نقل رسالة. لهذا السبب، في بيئة مهنية، يُنصح الشخص باللباس بطريقة معينة. ارتداء الملابس بشكل صحيح يمكنه توصيل فكرة عن الاحترافية، والخبرة.
في بعض الأحيان سيعطي البشر إشارات تسليط الضوء على الحقائق التأكيدية التي يمكن أن تظل غير متوفرة من خلال استخدام الاتصال الجسدي. إذا أراد فرد أن ينقل رسالته، فعليه أن يبرز نشاطه حتى يمكن التعبير عن رسالته أثناء التفاعل. على سبيل المثال، إذا كان الفرد يرغب في إعطاء الانطباع بأنه متأكد من حكمه، فسوف يتخلى عن لحظة التفكير. بدلاً من ذلك، سيعطي هذا الشخص قرارًا فوريًا يثبت للجمهور أنه متأكد من حكمه. هذه ممارسة يستخدمها العديد من المحترفين مثل المحامين ورجال الشرطة والأطباء الذين يستخدمونها في أماكن عملهم.

## السلبيات
التواصل غير اللفظي ليس دقيقًا ومفسّرًا كالتواصل اللفظي وبالتالي يمكن أن يكون غامضًا أو مضللاً لأولئك الذين يتلقون الاتصال. لأن طريقة التواصل هذه متنوعة للغاية ولها العديد من الطرق للتعبير عنها، فيمكن أن تفقد بعض المعاني أو يساء فهمها. وقد يصبح من الصعب التركيز على الرسالة التي يتم نقلها إذا تم التعبير عن أكثر من إيماءة واحدة في نفس الوقت، ويمكن تفويت بعض الإشارات إذا كان المرء يركز على شخص آخر في نفس الوقت، مما يسبب الارتباك والتشتت في توصيل وفهم الرسالة. هذا النوع من التواصل يجعل من الصعب تغيير المواضيع أو الخوض في التفاصيل حول موضوع ما دون استخدام إشارة شفهية.

### اضطراب التعلم غير اللفظي
إن التواصل بين الجسم والجسم الآخر مفيد فقط لأولئك الذين لديهم القدرة على قراءة وفهم لغة جسد الشخص والتواصل معه. فالاتصال غير اللفظي غير ممكن استخدامه لأولئك الذين يفتقرون إلى القدرة على فهم التواصل الجسدي، وخاصة الأشخاص الذين يعانون من اضطراب التعلم اللفظي.

## الثقافة
للثقافة تأثير كبير على كيفية تواصل الناس، وهذا يؤثر على التواصل اللفظي وغير اللفظي عبر الثقافات. بنفس الطريقة التي يتحدث بها الناس من مختلف الثقافات بلغات مختلفة، فإن استخدام لغة الجسد والتواصل غير اللفظي يختلفان تمامًا عبر الثقافات والمجموعات العرقية، ولا يوجد سوى القليل من الإيماءات غير اللفظية لها نفس المعنى أو ما شابه ذلك عالميًا. على سبيل المثال، الركوع لشخص يشير إلى رتبة ومكانة في اليابان، ولكن ليس له معنى يذكر في الولايات المتحدة. بالنسبة لتعابير الوجه، تميل الثقافات الآسيوية إلى قمع أي تعبير للوجه، في حين أن الثقافات المتوسطية تضخّم تعبيرات الوجه عند التعبير عن الحزن أو الغضب. على الرغم من التعبير عن التواصل غير اللفظي بشكل مختلف عبر الثقافات، يعتقد البعض أنه عالمي عبر الثقافات. يعتقد أن هذه اللغة غير الشفهية العالمية تشمل العواطف البشرية، مثل الحزن، والغضب، والسعادة، وما إلى ذلك.
الثقافة هي نظام مشترك للسلوك الذي يتم نقله اجتماعيًا ينتقل من الأجيال السابقة التي تصف، وتعرّف، وتوجه طرق حياة الناس. يمكن للثقافة أن تؤثر على التواصل غير اللفظي بعدة طرق. نفس الإيماءات في بلدان مختلفة يمكن أن يكون لها معنى مميز. على سبيل المثال، يمكن لعلامة A-OK الأمريكية أن يكون لها معنى فاحش في العديد من الدول في أوروبا، مع وجود آثار جنسية. تعبير الوجه هو وسيلة أخرى للتواصل غير اللفظي الذي تؤثر عليه الثقافة. لدى البشر القدرة على التعبير عن العواطف من خلال تعبيرات الوجه. يتم تعلم قواعد العرض الثقافي أثناء مرحلة الطفولة وتلعب دورًا كبيرًا في كيفية إدارة الأفراد من مختلف الثقافات وتعديل تعابيرهم العاطفية اعتمادًا على الحالة الاجتماعية التي يعيشون فيها. في تجربة تم إجراؤها على موقعي ايكمان وفريايزن؛ أظهرت النتائج أن اليابانيين أكثر عرضة لإخفاء انفعالاتهم السلبية في وجود أشخاص آخرين، حيث لن يقوم الأمريكيون بذلك.